# Vladimir Lifschitz
Vladimir A. Lifschitz, russisch Владимир Лифшиц, Transkription Wladimir Lifschitz, (* 30. Mai 1947 in Moskau) ist ein russisch-US-amerikanischer Mathematiker, Logiker und Informatiker.

## Leben und Wirken
Lifschitz zog mit fünf Jahren nach Leningrad. Er galt als mathematisch frühbegabt und wurde 1963 mit 16 Jahren für das Studium an der Staatlichen Universität Leningrad zugelassen. 1966 präsentierte er seine Arbeiten in mathematischer Logik auf dem Internationalen Mathematikerkongress in Moskau. 1967 heiratete er die Anglistik-Studentin Elena Donskaya. 1968 machte er seinen Abschluss und 1969 wurde er am Steklow-Institut in Leningrad bei Nikolai Alexandrowitsch Schanin promoviert (Konstruktive Gegenstücke zu Gödels Vollständigkeitssatz (Russisch)).
Trotz seiner jüdischen Herkunft gelang es ihm an einem Forschungsinstitut bei Boris Pittel angestellt zu werden. 1974 beantragte er ein Ausreisevisum und 1976 ging er mit seiner Frau in die USA, wo er zunächst an der Stanford University bei Patrick Suppes war. 1977 wurde er Assistant Professor an der Brigham Young University und 1979 an der University of Texas at El Paso (UTEP), wo er sich der Informatik zuwandte. Er ist Professor für Informatik an der University of Texas at Austin.
Er befasst sich mit Logikprogrammierung. Mit Michael Gelfond (der mit ihm in Leningrad studiert hatte) begründete er Stable Model (Answer Set) Semantik von Logikprogrammen, der Grundlage für Answer Set Programming (ASP).
Er ist Fellow der Association for the Advancement of Artificial Intelligence und Herausgeber der ACM Transactions on Computational Logic.

## Schriften
- mit Michael Gelfond: The Stable Model Semantics for Logic Programming. In: Robert Kowalski, Kenneth A. Bowen (Hrsg.): Logic Programming. Proceedings of the 5th International Conference and Symposium. (Papers presented at the Joint Meeting of the 5th International Conference on Logic Programming and the 5th Symposium on Logic Programming, held at the University of Washington, Seattle, August 15–19, 1988). Band 2. MIT Press, Cambridge MA 1988, ISBN 0-262-61055-8, S. 1070–1080.